# Skerlecz Miklós
Lomnicai Skerlecz Miklós (Zágráb, 1729. október 29. – 1799. január 29.) politikus, közgazdasági író.

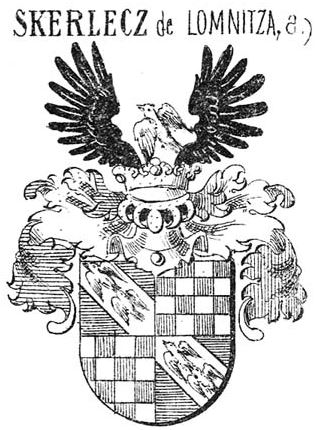
A lomnicai Skerlecz család köznemesi címere (1638. január 28-án)

## Életútja
Horvát származású tehetős és tekintélyes köznemesi családból származott. Apja, Skerlecz János Zágráb város tanácsosa volt. Egerben kezdte meg, majd a bécsi és a bolognai egyetemen folytatta tanulmányait.
1756-tól Zágráb vármegye tisztségviselője, 1760-tól a zágrábi báni törvényszék táblai ülnöke volt. 1763-ban ítélőmesterré, 1770-ben a báni kormányszék tanácsosává és irodai igazgatójává nevezték ki. Jelen volt az 1764–65-ös országgyűlésen. 1776 és 1779 között a Helytartótanács tanácsosaként működött. 1782-től haláláig Zágráb vármegye főispáni és a horvátországi, szlavón és dalmáciai iskolák főigazgatói posztját töltötte be. 1787-től valóságos belső titkos tanácsosi címet viselt. Az 1790–91-es országgyűlésen a nemesi ellenállás egyik vezetője volt; jelentős szerepet játszott a gazdasági reformjavaslatok kidolgozásában.

## Munkássága
Felszólalásaiban és nagyobb lélegzetű értekezéseiben élesen bírálta az osztrák vámpolitikát és a hazai iparfejlesztés akadályozását, amely – meglátása szerint – a fejletlen társadalmi munkamegosztáshoz társulva az egyébként kiváló természeti adottságokkal megáldott Magyarországot formális gyarmattá süllyesztette. A merkantilista gazdaságfilozófia híveként a magyar gazdaság fellendülését az eladható mezőgazdasági fölösleg növekedésétől, végső soron a külkereskedelem felvirágzásától várta. Malthust megelőzve vallotta, hogy a jólét a termelés és a fogyasztás helyes egyensúlyán alapszik. Új utak és csatornák építését szorgalmazta, javasolta az osztrák–magyar vámegyenlőség kimondását. Síkraszállt a magyar államnyelvvé tétele ellen és a latin hivatalos nyelvként való megtartása mellett.

## Főbb művei
- Descriptio physico-politicae situationis regni Hungariae relata ad commercium… (Pozsony, 1802)
- Projectum legum motivatum in objecto economiae publicae et commercii perferendarum… (Pozsony, 1826)
- Skerlecz Miklós báró művei (kiad.: Berényi Pál; Budapest, 1914)